# Bermershube bei Heisterberg
Das Naturschutzgebiet Bermershube bei Heisterberg liegt auf dem Gebiet der Gemeinde Driedorf im Lahn-Dill-Kreis in Hessen. Das 44,85 ha große Gebiet wurde am 3. Dezember 1984 unter der Kennung 1532015 unter Naturschutz gestellt.

## Lage
Die „Bermershube bei Heisterberg“ befindet sich im „Hohen Westerwald“ südlich von Heisterberg und wird von zwei Straßen die im Straßenverlauf eine Dreiecksform aufweisen eingegrenzt. Im Süden verläuft entlang der gesamten Schutzgebietsbreite die Bundesstraße B255, im Westen und im Osten die Kreisstraße K83 mit dem örtlichen Straßennamen Ambachstraße. Die Kreisstraße hat jeweils einen Abzweig im Osten und Westen des Schutzgebietes von der Bundesstraße, welche beide diagonal nach Heisterberg verlaufen. In der gebildeten Dreiecksfläche befindet sich die Naturschutzfläche auf einer durchschnittlichen Höhe von 600 m. Das Naturschutzgebiet Bermershube bei Heisterberg ist Bestandteil des FFH-Gebietes „Hoher Westerwald“ (5314-301) und des europäischen Vogelschutzgebietes „Hoher Westerwald“ (5314-450).

## Bedeutung
Das Naturschutzgebiet umfasst auf einer kleinen Fläche eine naturnahe Feuchtwiese, Waldränder und auf dem größten Teil der Fläche einen Laubwald mit einer Vielzahl an Wasseraustrittsstellen die für dauerhaft feuchte und nasse Bereiche neben trockenen Standorten sorgen. Der Laubwald konnte sich weitgehend unbeeinflusst von menschlichen Einflüssen wie Rodungen über einen längeren Zeitraum entwickeln und weist ein Vorkommen des bedrohten Rasenschmielen–Ahorn–Hangwaldes auf.

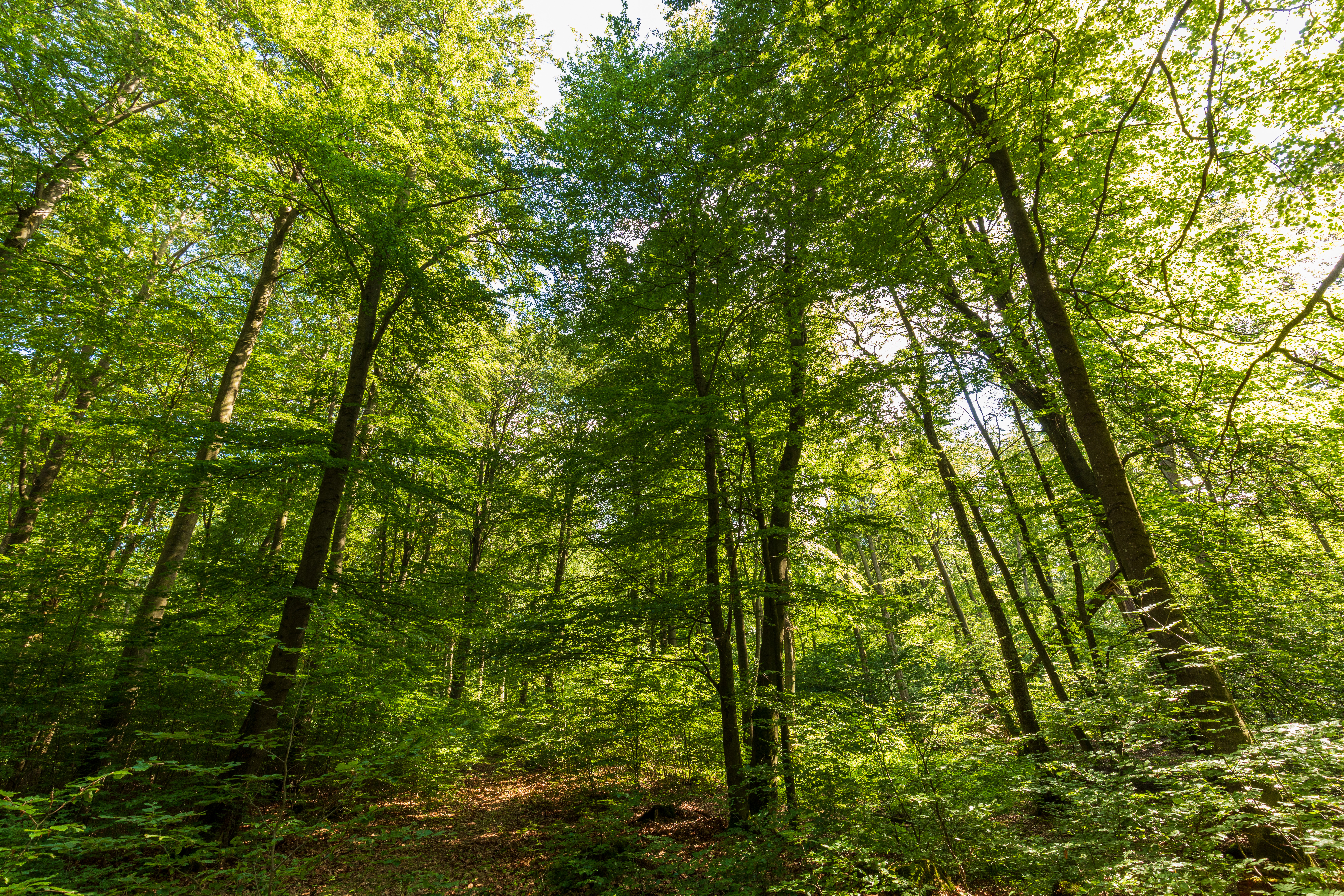
Hangwald im Gebiet
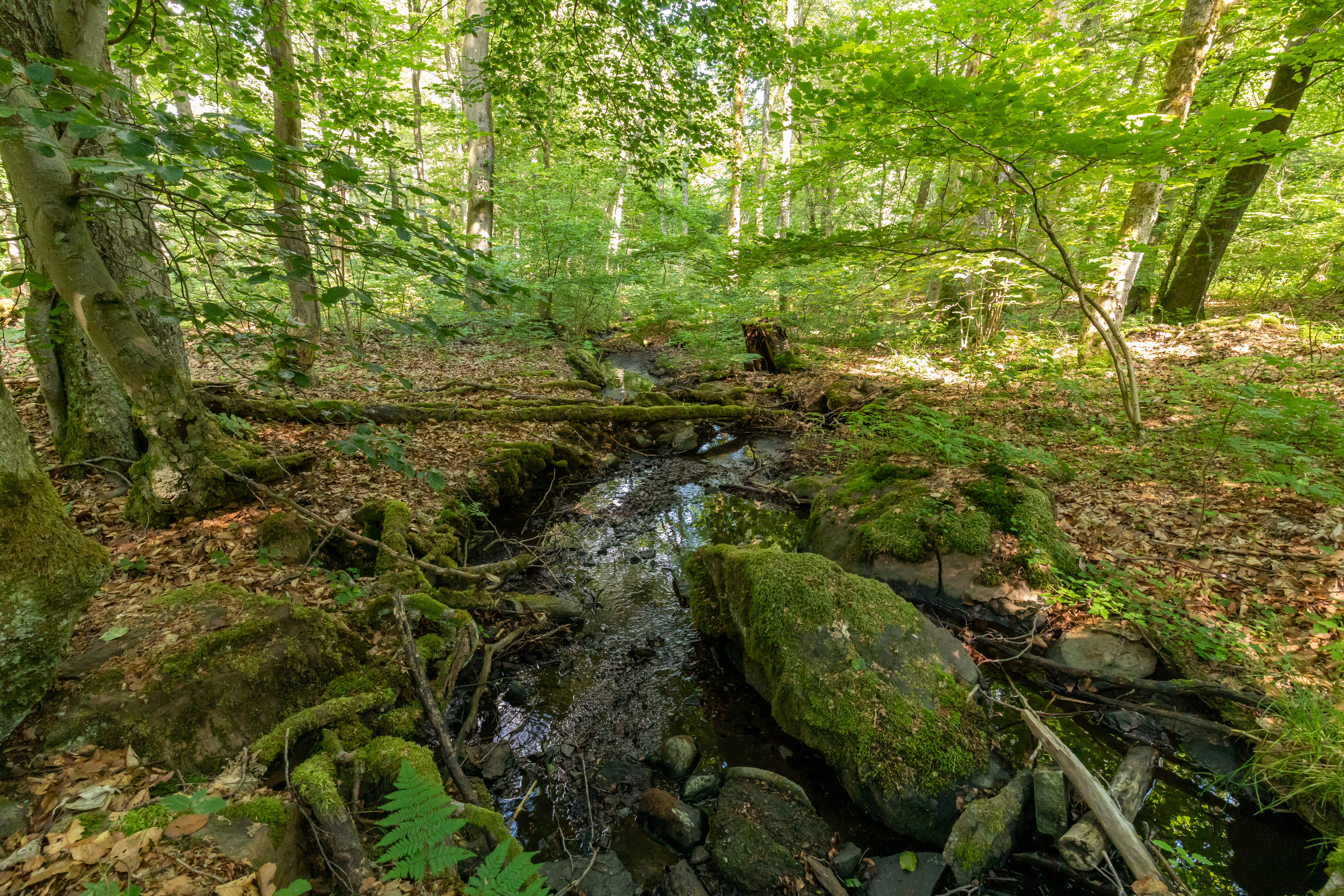
Kleiner Bach
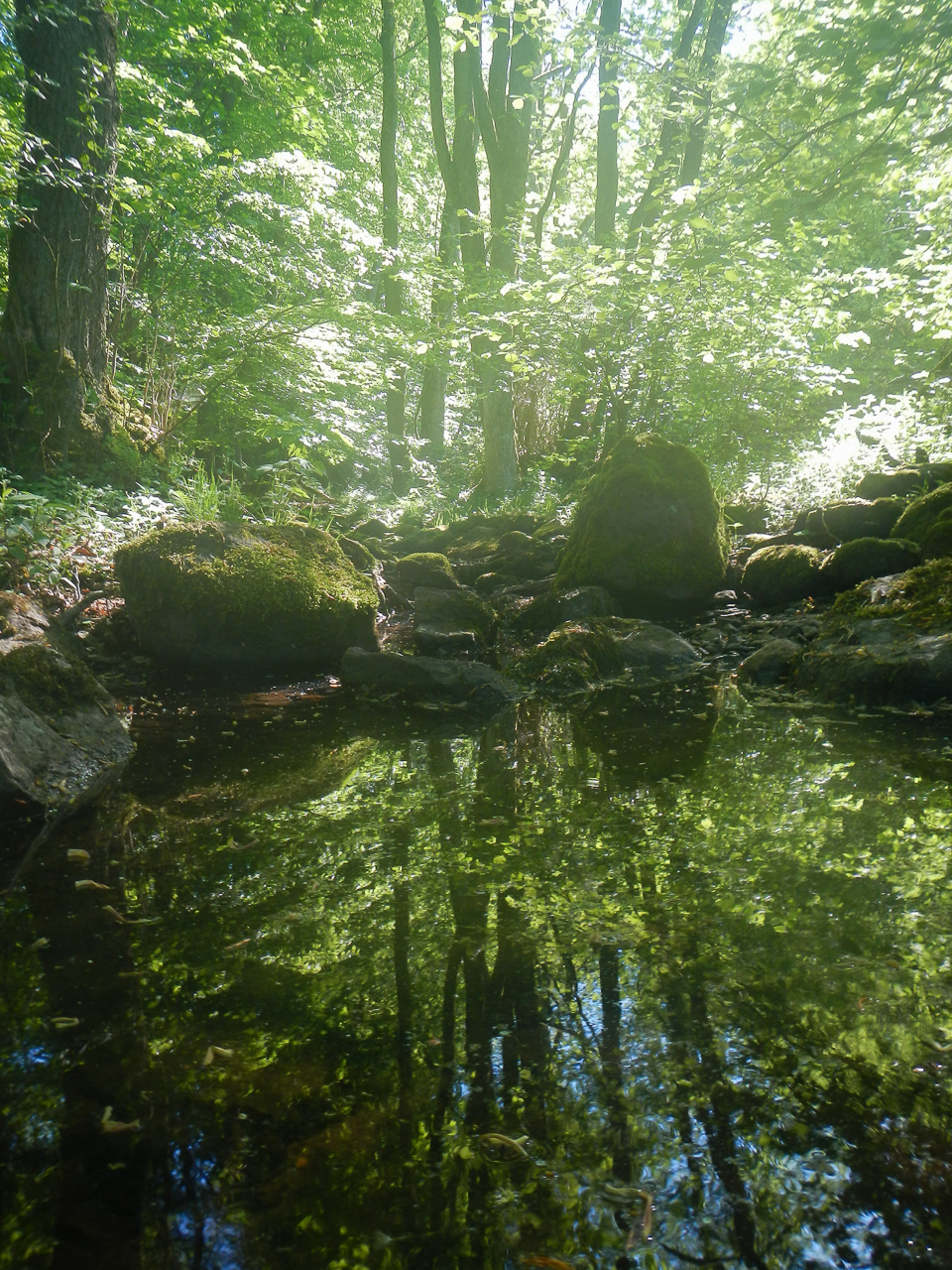
Natürlich gebildeter Amphibienteich

## Flora und Fauna
Auf den offenen Wiesenflächen der Feuchtwiesen, den Auenwiesen entlang des Amdorfbaches und durch die vorhandenen kleinteiligen Sumpfbereiche der Wasseraustrittsstellen haben Amphibienarten einen ihren Bedürfnissen entsprechenden Lebensraum gefunden.

### Flora
Im Naturschutzgebiet wurden folgende seltene Pflanzenarten nachgewiesen:
Das Sumpf-Blutauge (Potentilla palustris), der Fieberklee (Menyanthes trifoliata), der Blaue Eisenhut (Aconitum napellus) und die Grünliche Waldhyazinthe (Platanthera chlorantha).

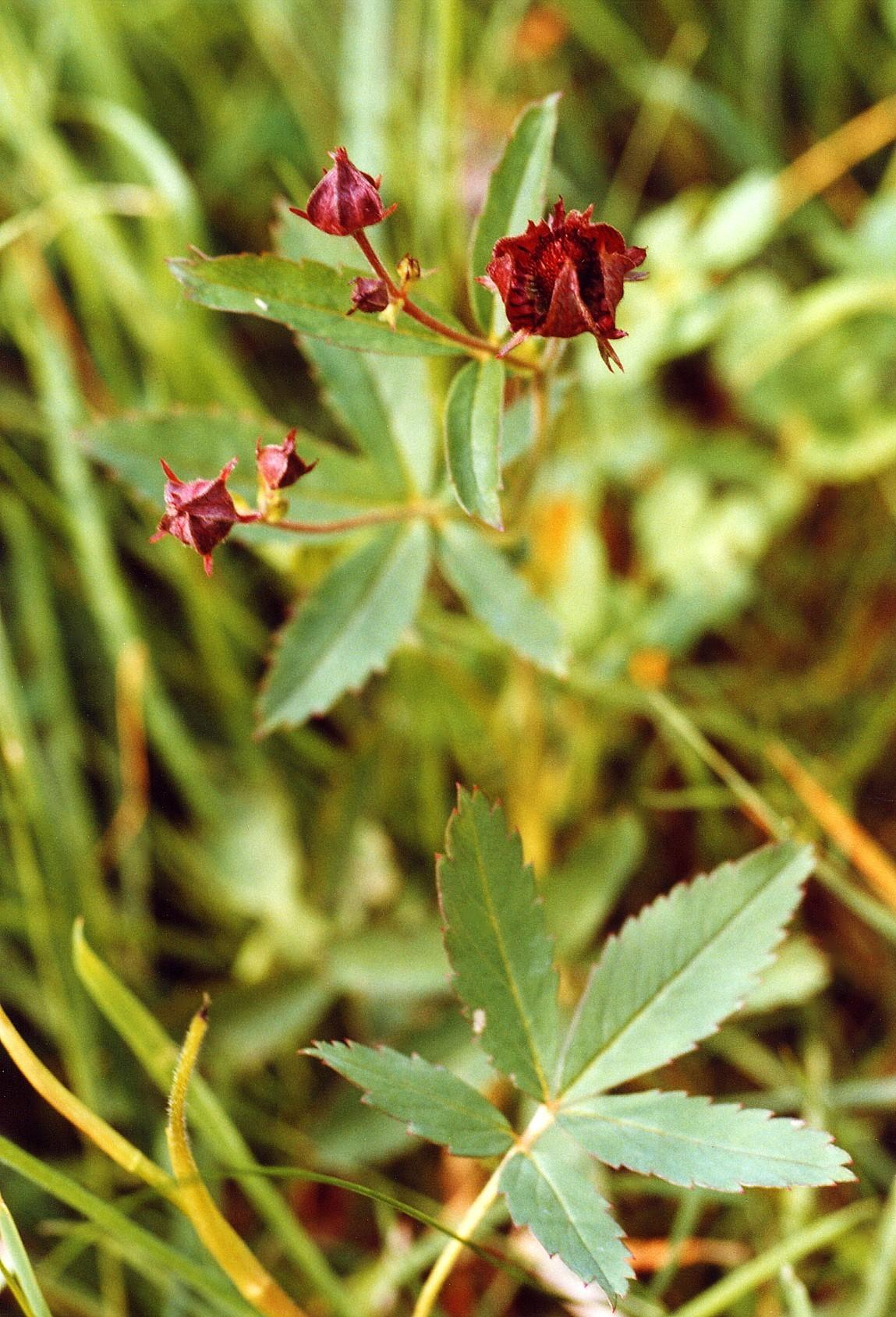
Sumpf-Blutauge (Beispielfoto)
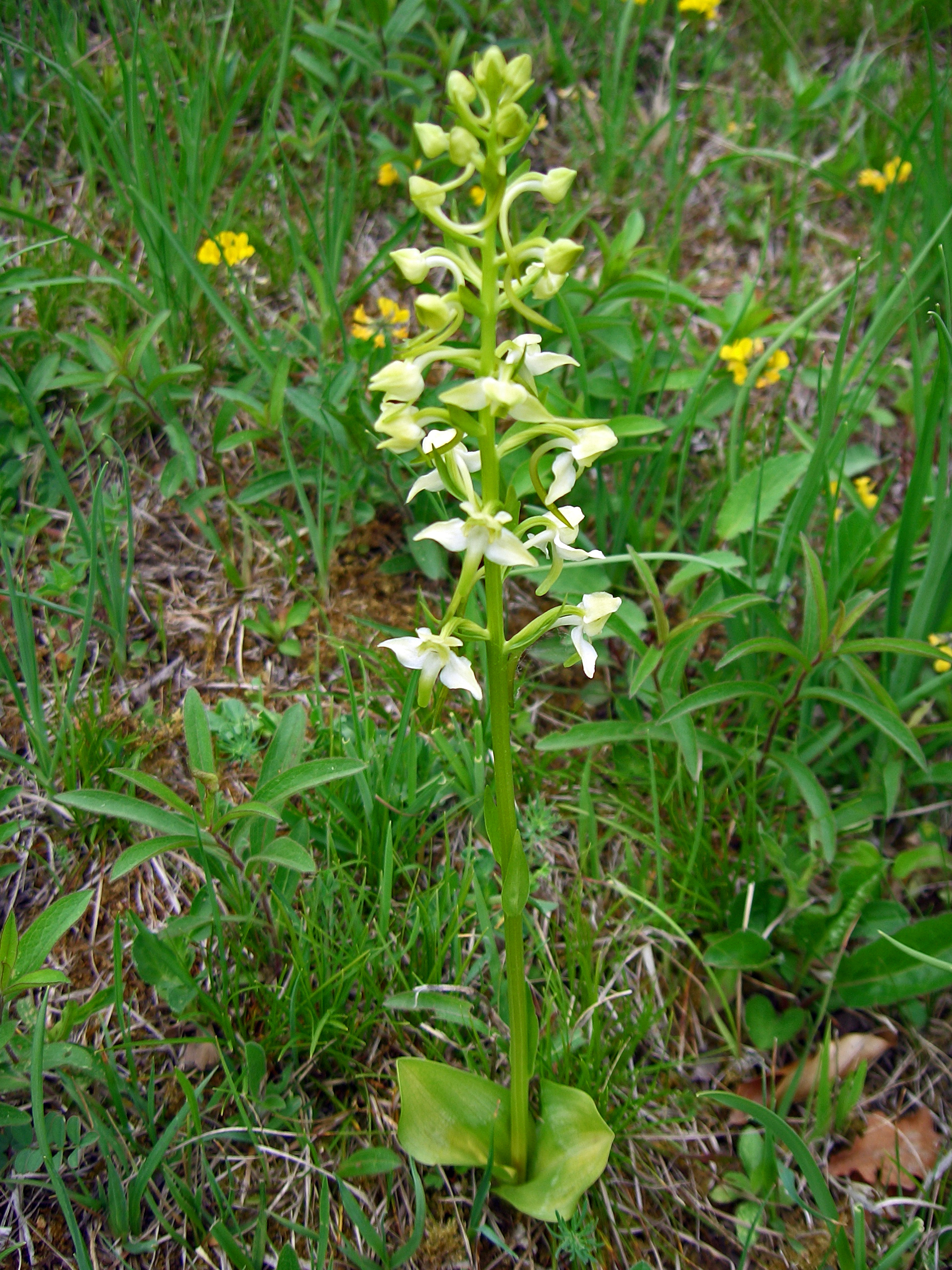
Grünliche Waldhyazinthe (Beispielfoto)
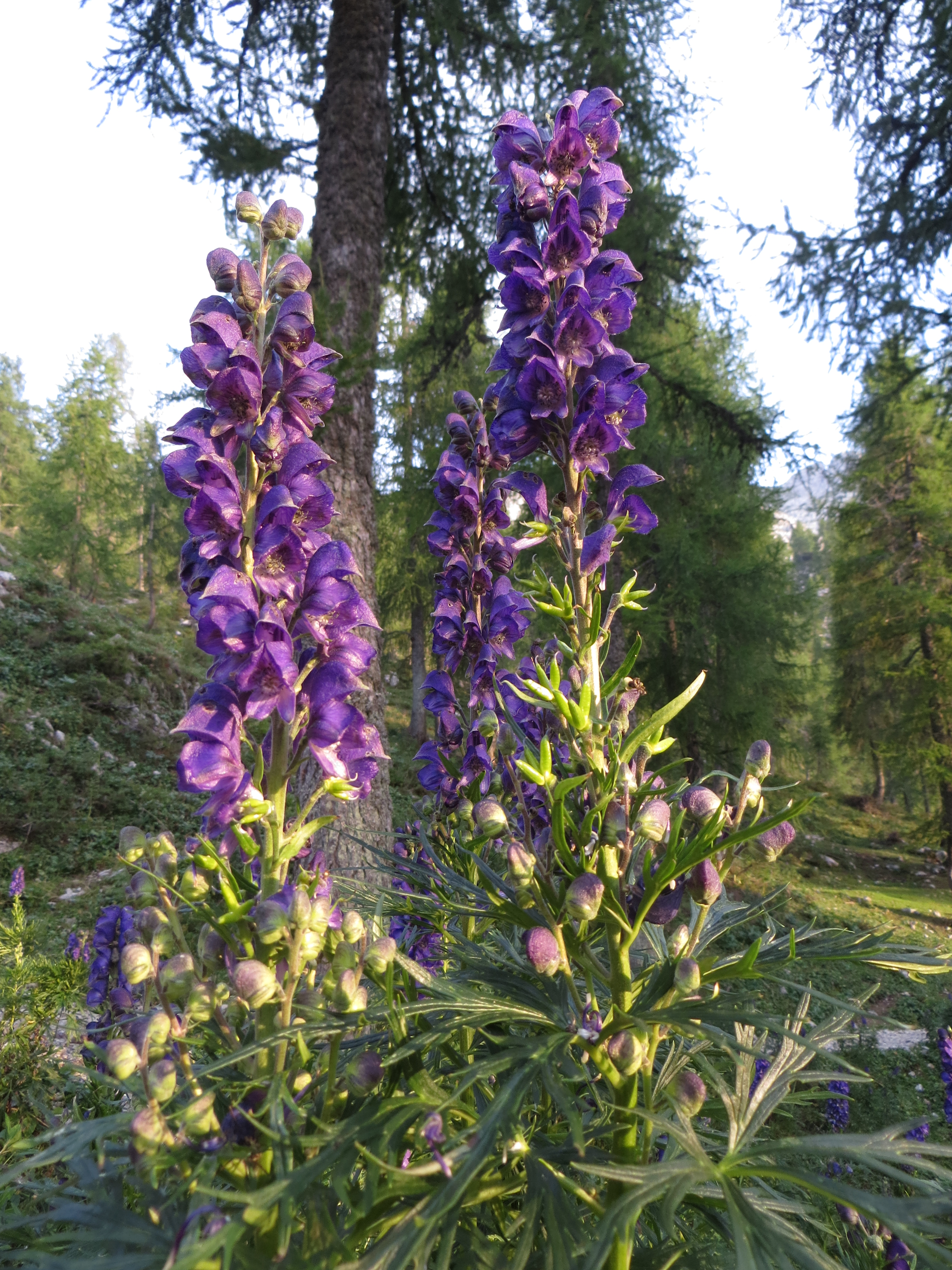
Blauer Eisenhut (Beispielfoto)

### Fauna
Die folgenden seltenen Tierarten wurden für die „Bermershube“ aufgezeichnet:
Der Blauschillernde Feuerfalter (Lycaena helle), der Wiesenpieper (Anthus pratensis), das Braunkehlchen (Saxicola rubetra) und die Waldschnepfe (Scolopax rusticola).

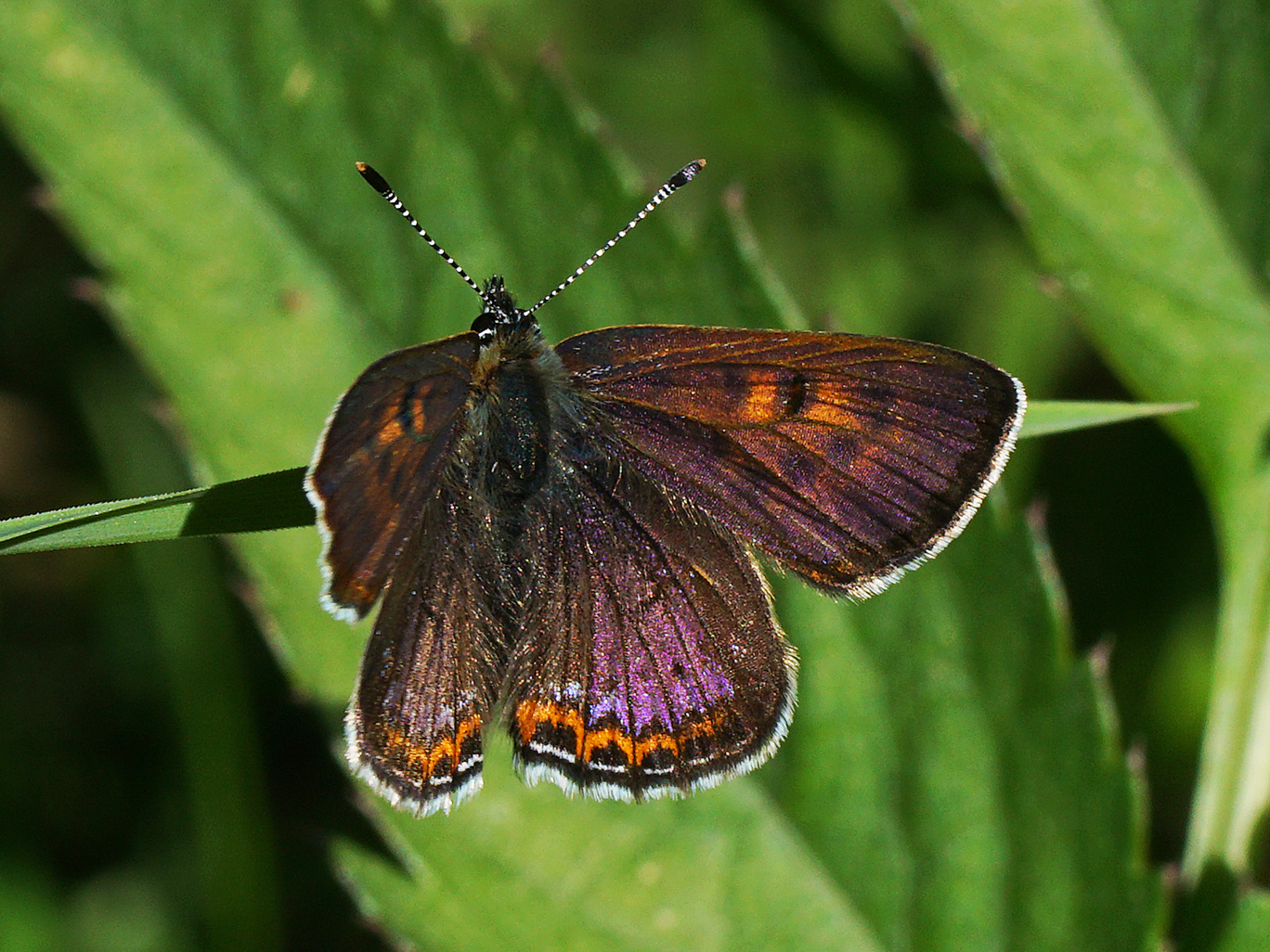
Blauschillernder Feuerfalter (Beispielfoto)
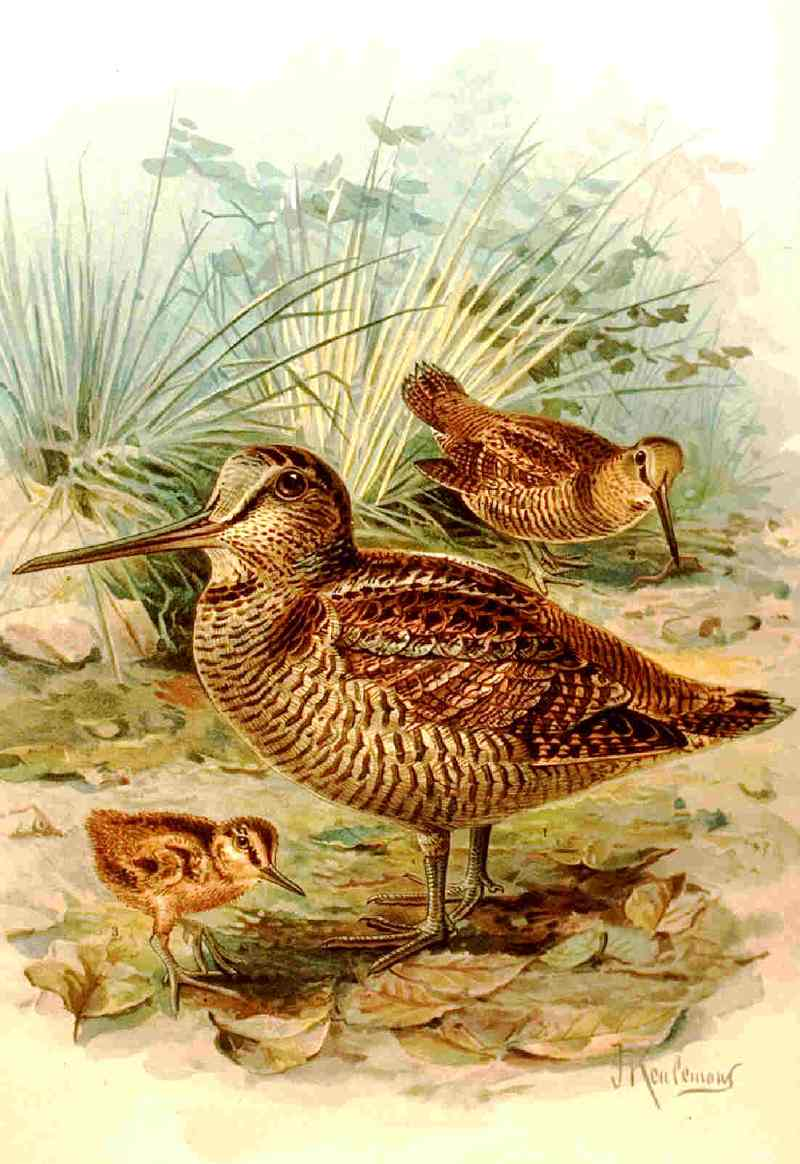
Waldschnepfe (Schaubild)
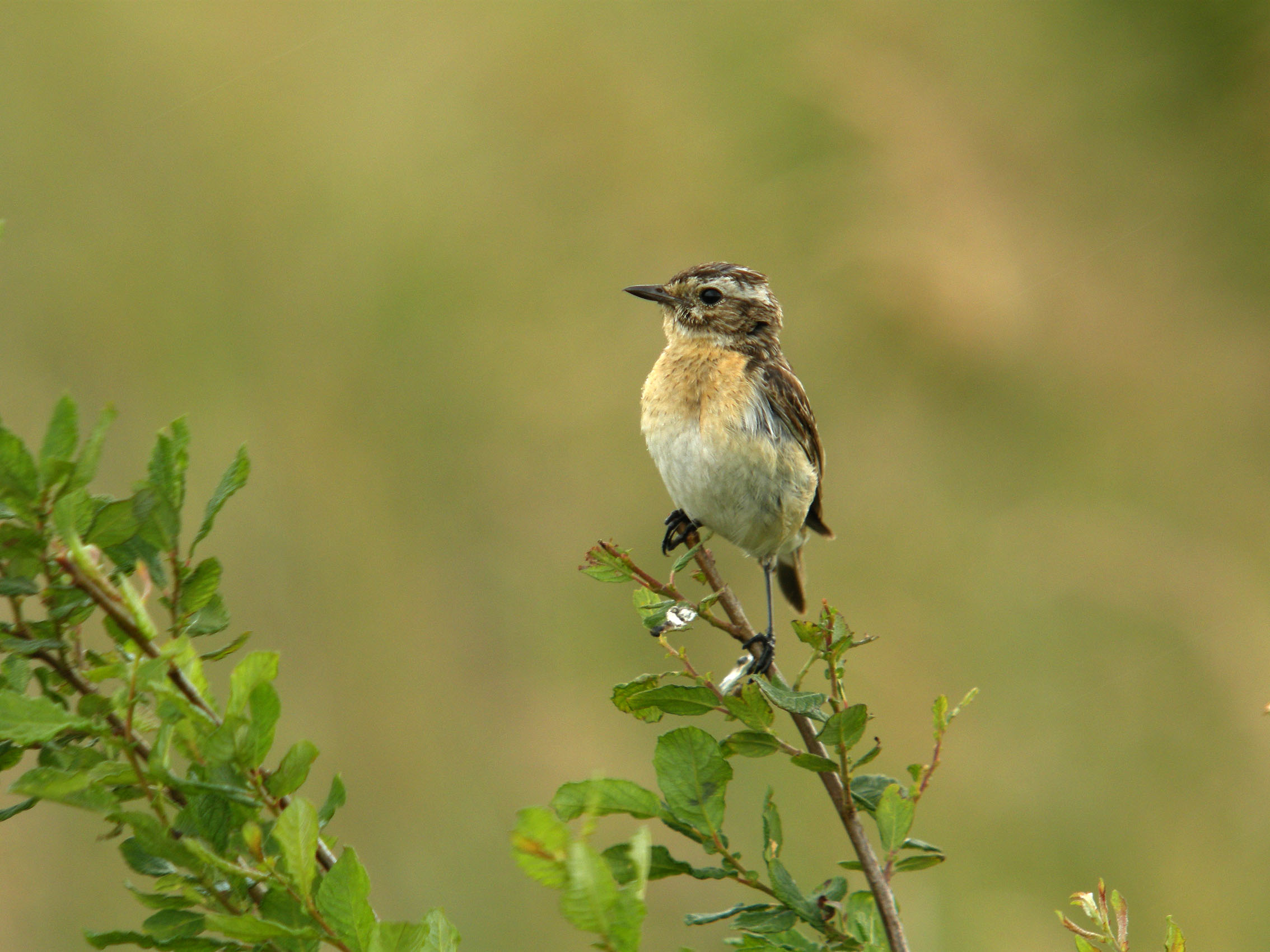
Braunkehlchen (Beispielfoto)

## Pflegemaßnahmen
Im Jahr 2013 wurde ein Managementplan für das FFH-Gebiet „Hoher Westerwald“ (5314-301) aufgestellt der für das Naturschutzgebiet als Teil der Gesamtfläche lediglich eine einschürige Mahd des offenen Grünlandes und der Feuchtbrachen ausweist. Die Laubwaldbereiche werden nicht beeinflusst und ihrer natürlichen Entwicklung überlassen.